# Cochlidium
Cochlidium es un género de helechos perteneciente a la familia  Polypodiaceae. Es originaria de Centroamérica y norte de Sudamérica.

## Taxonomía
Cochlidium fue descrito por Georg Friedrich Kaulfuss y publicado en Berlinisches Jahrbuch fur die Pharmacie und fur die Damit Verbundenen Wissenschaften 21: 36. 1820. La especie tipo es: Cochlidium graminoides (Sw.) Kaulf. 

## Especies
- Cochlidium attenuatum A.C. Sm.
- Cochlidium connellii (Baker ex C.H. Wright) A.C. Sm.
- Cochlidium furcatum (Hook. & Grev.) C. Chr.
- Cochlidium jungens L.E. Bishop
- Cochlidium linearifolium (Desv.) Maxon ex C. Chr.
- Cochlidium proctorii (Copel.) L.E. Bishop
- Cochlidium pumilum Massee ex C. Chr.
- Cochlidium punctatum (Raddi) L.E. Bishop
- Cochlidium rostratum (Hook.) Maxon ex C. Chr.
- Cochlidium serrulatum (Sw.) L.E. Bishop
- Cochlidium tepuiense (A.C. Sm.) L.E. Bishop
- Cochlidium wurdackii L.E. Bishop